# روبرت سيرا
روبرت سيرا (بالإسبانية: Robert Serra) هو محامي وعالم جريمة وسياسي فنزويلي، ولد في 16 يناير 1987 في ماراكايبو في فنزويلا، وتوفي في 1 أكتوبر 2014 في كاراكاس في فنزويلا بسبب طعن. حزبياً، نشط في الحزب الاشتراكي الموحد الفنزويلي. وقد انتخب عضو مجلس نواب فنزويلا.